# Cotyachryson sulcicorne
Cotyachryson sulcicorne é uma espécie de cerambicídeo da tribo Achrysonini, com distribuição restrita ao Chile.